# Francisco Comesaña
Francisco Comesana (Mar del Plata, Argentina; 6 de octubre de 2000) es un tenista argentino.

## Trayectoria
Comesaña ha ganado sus primeros tres títulos ATP Challenger en 2022, dos títulos individuales en Argentina y uno de dobles en Italia con Luciano Darderi.
En 2023 obtiene su tercer Challenger, primero de la categoría 75, en Vicenza.
En la gira sudamericana de polvo de ladrillo de 2024 tuvo sus tres primeros partidos en un cuadro principal de torneos ATP. Debutó gracias a una invitación en el ATP 250 de Córdoba con derrota frente a Thiago Tirante. Luego superó la clasificación del ATP 500 de Río de Janeiro e ingresó como perdedor afortunado en el ATP 250 de Chile, cayendo ambas veces en primera ronda.
En julio de 2024 hace su debut en el cuadro principal de un Grand Slam en Wimbledon, venciendo al sexto preclasificado Andrey Rublev por 6-4, 5-7, 6-2, 7-6(5). En segunda ronda venció a Adam Walton en 5 sets por 7-5, 1-6, 6-7 (12), 6-1 y 7-6 (8).
En el Abierto de Estados Unidos 2024 alcanzó nuevamente la tercera ronda al vencer a Dominic Stricker (169°), por 4-6, 6-3, 7-6(4) y 6-3 y en segunda ronda a Ugo Humbert (17º) por 5-7, 6-4, 6-4 y 6-4.
En el ATP 500 de Río de Janeiro 2025 venció a Alexander Zverev, número 2 del ranking, para alcanzar las semifinales de un torneo ATP por primera vez en su carrera.

## Finales Challenger y del ITF World Tennis Tour

### Individuales: 19 (10-9)
| Leyenda (singles)                     |
| ------------------------------------- |
| ATP Challenger Tour (7-3)             |
| Gira mundial de tenis de la ITF (3-6) |

| Títulos por superficie |
| ---------------------- |
| Dura (1-0)             |
| Arcilla (9–9)          |
| Hierba (0–0)           |
| Alfombra (0–0)         |

| Resultado | G–P  | Fecha           | Torneo                               | Nivel      | Superficie | Adversario                 | Puntaje              |
| --------- | ---- | --------------- | ------------------------------------ | ---------- | ---------- | -------------------------- | -------------------- |
| Finalista | 0-1  | junio 2021      | M15 Antalya, Turquía                 | ITF        | Arcilla    | Gonzalo Lama               | 4–6, 2–6             |
| Finalista | 0–2  | junio 2021      | M15 Antalya, Turquía                 | ITF        | Arcilla    | Facundo Juarez             | 7–6 (7–2), 2–6, 3–6  |
| Finalista | 0–3  | julio 2021      | M15 Sofía, Bulgaria                  | ITF        | Arcilla    | Dragoș Nicolae Mădăraș     | 6–2, 4–6, 6–7 (6–8)  |
| Finalista | 0–4  | julio 2021      | M25 Kottingbrunn, Austria            | ITF        | Arcilla    | Máté Valkusz               | 1–6, 2–6             |
| Finalista | 0–5  | agosto 2021     | M15 Novi Sad, Serbia                 | ITF        | Arcilla    | Filip Misolic              | 4–6, 3–6             |
| Finalista | 0–6  | noviembre 2021  | M15 Córdoba, Argentina               | ITF        | Arcilla    | Juan Bautista Torres       | 2–6, 2–6             |
| Campeón   | 1–6  | diciembre 2021  | M25 Villa Allende, Argentina         | ITF        | Arcilla    | Juan Pablo Paz             | 7–6 (7–4), 7–6 (7–5) |
| Campeón   | 2–6  | febrero 2022    | M15 Punta Cana, República Dominicana | ITF        | Arcilla    | Roberto Cid Subervi        | 4–6, 7–5, 6–1        |
| Campeón   | 3–6  | junio 2022      | Corrientes, Argentina                | Challenger | Arcilla    | Mariano Navone             | 6–0, 6–3             |
| Campeón   | 4–6  | junio 2022      | Buenos Aires, Argentina              | Challenger | Arcilla    | Mariano Navone             | 6–4, 6–0             |
| Campeón   | 5–6  | marzo 2023      | M25 Tucumán, Argentina               | ITF        | Arcilla    | Santiago Rodríguez Taverna | 7–5, 6–7 (6–8), 6–3  |
| Finalista | 5–7  | mayo 2023       | Skopie, Macedonia del Norte          | Challenger | Arcilla    | Máté Valkusz               | 3–6, 4–6             |
| Campeón   | 6–7  | junio 2023      | Vicenza, Italia                      | Challenger | Arcilla    | Pablo Llamas Ruiz          | 3–6, 6–2, 6–2        |
| Campeón   | 7–7  | agosto 2023     | Liberec, República Checa             | Challenger | Arcilla    | Toby Alex Kodat            | 6–2, 6–4             |
| Finalista | 7–8  | septiembre 2023 | Santa Cruz, Bolivia                  | Challenger | Arcilla    | Mariano Navone             | 6–4, 5–7, 1–6        |
| Campeón   | 8–8  | abril 2024      | Oeiras, Portugal                     | Challenger | Arcilla    | Ugo Blanchet               | 6–4, 3–6, 7–5        |
| Campeón   | 9–8  | octubre 2024    | Buenos Aires, Argentina              | Challenger | Arcilla    | Federico Coria             | 1–6, 7–6 (9–7), 6–4  |
| Campeón   | 10–8 | noviembre 2024  | São Paulo, Brasil                    | Challenger | Dura       | Thiago Agustín Tirante     | 7–5, 4–6, 6–4        |
| Finalista | 10–9 | abril 2025      | Oeiras, Portugal                     | Challenger | Arcilla    | Elmer Møller               | 0–6, 4–6             |

### Dobles (2)
| Leyenda                   |
| ------------------------- |
| Grand Slam (0)            |
| ATP Tour Masters 1000 (0) |
| ATP Tour (0)              |
| Challenger Tour (2)       |

| Resultado | Fecha      | Torneo                  | Nivel      | Superficie | Pareja              | oponentes                                  | Puntaje                |
| --------- | ---------- | ----------------------- | ---------- | ---------- | ------------------- | ------------------------------------------ | ---------------------- |
| Campeón   | mayo 2022  | Vicenza, Italia         | Challenger | Arcilla    | Luciano Darderi     | Matteo Gigante Francesco Passaro           | 6–3, 7–6 (7–4)         |
| Campeón   | abril 2023 | Buenos Aires, Argentina | Challenger | Arcilla    | Thiago Seyboth Wild | Hernán Casanova Santiago Rodríguez Taverna | 6–3, 6–7 (5–7), [10–6] |